# Genfamilie
Een genfamilie is een homologe groep genen waarvan ook de functies vaak, maar niet altijd, sterke onderlinge overeenkomsten vertonen. Leden van een genfamilie zijn in biochemisch opzicht gelijkaardig. Ze worden categorisch gerangschikt op basis van gedeelde nucleotide- of eiwitsequenties. Als het specifiek om de codering van eiwitten gaat, wordt vaak van een eiwit- of proteïnefamilie gesproken.
Om de gemeenschappelijke herkomst van bepaalde genen te achterhalen, wordt veelal gebruikgemaakt van fylogenetische technieken, waarbij de positie van intronen binnen de sequentie kan worden gebruikt om een gemeenschappelijke herkomst af te leiden. Ook de secundaire structuur van de eiwitten waarvoor de genen coderen, kan nadere informatie verschaffen.  